# 金东律
金东律（：／，1974年3月15日-）是韩国创作歌手。

## 履历

### 出道前
金东律1974年3月15日出生于今首尔市江南区驿三洞，父母皆是牙医，有两个妹妹。少年时成绩优异，性格亦较顺从。1993年毕业于辉文高中后，进入延世大学建筑工程系学习。

### 组合活动
金东律在延世大学就读期间，与高中同学徐东旭（韩语：서동욱）组成组合“展览会” ，并于1993年12月11日获得MBC大学歌谣节大奖和特别奖，从此正式出道。1994年发行首张专辑《Exhibition》，其中的一首歌《记忆的习作》长盛不衰，甚至在近二十年后借电影《建筑学概论》又火了一把（因其为延世大学建筑工程系校友，故电影中用此曲作为BGM）。
此后金东律和徐东旭一同前往韩军服役（韩国实行征兵制），1996年退役后发行第二张专辑《Exhibition 2》，同年11月举办首场演唱会。
后来，徐东旭不打算继续从事音乐活动，故组合决定解散。1997年2月，展览会组合发布专辑《毕业》，其中的歌曲《决心》其实是金东律初三那年的作品。3月2日举办演唱会后，组合解散。徐东旭后来与金东律仍保持好友关系，甚至在金东律的作品和演唱会中客串。
1997年，金东律还短暂和李笛组成“Carnival”组合，其中的歌曲《肥皂人偶》甚至收录进韩国初中教科书。

### 个人活动
1998年，金东律发行了首张个人专辑《The Shadow of Forgetfulness》，并于12月24日至26日在汉城教育文化会馆大剧场连续三天举办了首场个人演唱会。次年，他接受父亲的建议，从延世大学退学，进入美国波士顿伯克利音乐学院学习。2000年发行了第二张专辑《希望》，并于2001年发行了第三张专辑《归乡》。两张专辑的格局都较以往宏大，甚至动用了伦敦交响乐团。《归乡》主打歌《还能再说爱你吗》大受欢迎，并凭借这首歌曲在MBC的直播节目《音乐营地》中获得第一位；该专辑还请来“展览会”时期的搭档徐东旭客串作词及共同演唱其中一首歌。
2003年，金东律自伯克利音乐学院毕业，取得学士学位学士学位回国，8月发行第四张专辑《吐露》。值得一提的是，从《希望》到《吐露》各张专辑的标题皆标注了汉字。2004年8月，他在庆熙大学和平殿堂和釜山KBS大厅举办个人演唱会，并把庆熙大学那一次的演唱会发布为专辑《招待》（标题同样用汉字）。2005至2007年，金东律主要从事音乐广播主持活动，并发布精选集《Thanks》。
后来，金东律转入Music Farm公司，并于2008年1月发行第五张专辑《Monologue》，正式恢复音乐生涯。 该专辑销量达13万张，成为2008年上半年最畅销的流行专辑。值得一提的是，其中一首歌曲《出发》的MV是以其在云南的旅游画面剪接而成。随后，他又在高阳市、城南市和首尔奥林匹克公园举办共四场演唱会。凭借这张专辑，他还获得了2008年金唱片奖、第六届韩国大众音乐奖最佳流行专辑等奖项。2009年10月份他举办四场演唱会，4200个座位在10分钟内售罄。
2011年11月15日，金东律发行圣诞特别专辑《KimdongrYULE》。主打曲《Replay》登上各大音源第一位。之后的巡演中，3天观众突破1万人。
2014年，金东律发行第6张正规专辑《同行》，并邀请孔刘担任主打歌《这就是我》的MV主角，该曲在SBS音乐节目中获得第1位。此外，他还为柳喜烈的第7张专辑《Da Capo》演唱一曲（柳喜烈的专辑几乎从来都是找他人演唱）。
2018年1月11日，发行迷你专辑《答状》，收录5首歌，主打歌《答状》的MV邀请玄彬担任男主角。一发行便在各榜单霸榜，所有歌曲皆名列前茅。在此之后，金东律主要发行单曲、演唱会专辑和重制版专辑，其中2018年的单曲《童话》是与IU合唱的冬日特别单曲。

### 音乐创作
金东律的个人专辑和单曲全为自己作曲，作词也很少由他人经手，更有三张专辑将作词作曲一手包办。他的风格以抒情为主，兼有爵士乐、交响乐等风格的歌曲。他亦常为他人作词作曲，或与他人合作制作音乐。李素殷、姜修智、Alex、John Park、宝儿、朴孝信等都曾与他合作。其他音乐界好友还包括李尚顺、朴正炫等。
金东律在韩国70-80年代出生的人群中有为数不少的固定粉丝，甚至单场演唱会可以达到1万名观众满场。
金东律发布了很多现场专辑（演唱会专辑）；每次他发售后皆说以后不再发布演唱会专辑，但总是食言。

## 个人生活
金东律很少披露个人生活，亦不常上电视露面，也因其生活低调和完美主义的性格，争议较少，人过五十仍是未婚。
作为创作歌手，金东律弹钢琴很拿手，却不擅长吉他；而且虽然是嗓音非常出众的歌手，却为了排解压力经常吸烟，有时每天要抽一包。
金东律在“展览会”组合时的搭档徐东旭只比他小半个月左右，同时也是李笛的初中学弟。由于金东律和李笛是同年生（李笛比金东律大15天），同为创作歌手，关系亲近，所以按韩国习惯，金东律和徐东旭、李笛说话皆可不用敬语，然而徐东旭作为李笛的学弟，对李笛要使用敬语。徐东旭后来取得斯坦福大学MBA学位，进入摩根士丹利私募基金担任亚洲地区执行董事，负责韩国地区业务；2024年12月18日病故，享年50岁，金东律在4天后于Instagram发文悼念。

## 专辑

### 以“展览会”名义
- 1994年《Exhibition》
- 1996年《Exhibition 2》
- 1997年《毕业》

### 以“Carnival”名义
- 1997年《Carnival》

### 个人活动
- 1998年 1辑《The Shadow of Forgetfulness》
- 2000年 2辑《希望》
- 2001年 3辑《归乡》
- 2004年 4辑《吐露》
- 2005年 现场专辑《招待》
- 2007年 精选《Thanks》
- 2008年 5辑《Monologue》
- 2009年 现场专辑《KIMDONGRYUL 2008 CONCERT, ‘Monologue’》
- 2011年 迷你专辑《KimdongrYULE》
- 2014年 6辑《同行》（동행）
- 2015年 现场专辑《 KIMDONGRYUL LIVE 2012 感谢 / 2014 同行》
- 2018年 迷你专辑《答状》（답장）
- 2018年 单曲《只能那样》（그럴 수밖에）
- 2018年 单曲《歌》（노래）
- 2018年 单曲《童话》（동화）
- 2019年 单曲《夏天的末尾》（여름의 끝자락）
- 2019年 重制专辑《答状+》（답장+）
- 2020年 现场专辑《KIMDONGRYUL LIVE 2019 老歌》
- 2023年 单曲《黄金假面》（황금가면）
- 2023年 单曲《虽然是往事》（옛 얘기지만）
- 2024年 现场专辑《忘却》（망각）
- 2024年 单曲《散步》（산책）

### 以“Verandah Project”名义
- 2010年 专辑《Day Off》